# Bullet (silnik)
Bullet – silnik fizyki symulujący wykrywanie kolizji, bryły sztywne oraz obiekty deformujące się takie jak na przykład tkaniny lub ciecz. Silnik Bullet może być wykorzystywany w grach komputerowych oraz do stworzenia efektów specjalnych w filmach.
Silnik jest projektem Open Source publikowany na podstawie licencji zlib.

## Cechy silnika
- Wykrywanie kolizji bryły sztywnej lub obiektu deformującego się w czasie dyskretnym[a]. lub ciągłym.
- Kolizja w oparciu o bryły geometryczne: cylinder, stożek, kula, sześcian.
- Kolizja w oparciu o kształt obiektu.
- Obsługa obiektów deformujących się.
- Dodatkowa optymalizacja dla technologii CUDA oraz OpenCL[3].
- Obsługa formatu plików .bullet[1].

## Przykładowe projekty wykorzystujące silnik Bullet

### Komercyjne gry komputerowe
Gry komercyjne wykorzystujące silnik Bullet:
- Grand Theft Auto IV[4]
- Grand Theft Auto V[4][5]
- Red Dead Redemption[4]
- Midnight Club: Los Angeles[4]
- Red Dead Redemption 2[5]

### Filmy
- 2012[6]
- Hancock[6]
- Piorun[6]
- Drużyna A[7]
- Sherlock Holmes[8]
- Megamocny[9]
- Shrek Forever[9]
- Jak wytresować smoka[9]

### Pozostałe
- Blender
- 3DMark[10]
- Panda3D
- OGRE
- Irrlicht
- Crystal Space
- LibGDX
- Autodesk Maya[11]